# Мачта (созвездие)
Ма́чта (лат. Malus) — отменённое созвездие южного полушария неба. С античности было известно созвездие Корабль Арго, символизировавшее корабль аргонавтов. В атласах неба, созданных в XVII—XVIII веках, его изображение иногда расширяли, добавляя к традиционному по занимаемой площади созвездию мачту. Таким образом, модифицированный Арго включал новые звёзды. Иногда эти звёзды выделяли в самостоятельное созвездие — Мачта. Созвездие никогда не было общепринятым.
В середине XVIII века Лакайль предложил созвездие Компас, которое поместил на это место, после чего Мачта уже никогда не использовалась.